# 1000 Soleils
Ne doit pas être confondu avec Collection Soleil (Gallimard).
1000 Soleils est une collection française de classiques de la littérature destinée à la jeunesse, publiée par les éditions Gallimard de 1973 à 1993.

## Historique

### 1000 Soleils
La collection « 1000 Soleils » est créée chez Gallimard Jeunesse à la demande de Claude Gallimard en octobre 1972. Le directeur de la collection est Pierre Marchand, assisté puis remplacé par l'illustrateur Jean-Olivier Héron, auteur de plusieurs couvertures. Marchand se consacre ensuite à la création à partir de 1982, aux collections encyclopédiques illustrées Découvertes Cadet, Découvertes Benjamin et Découvertes Gallimard.
« 1000 Soleils » se veut une collection de chefs-d'œuvre de la littérature d'enfance et de jeunesse et compte beaucoup de titres de fantastique, policier et de science-fiction. Une grande majorité des titres sont des œuvres traduites, principalement de l'anglais, dont Les Hauts de Hurlevent d'Emily Brontë, Le Portrait de Dorian Gray d'Oscar Wilde, Trois hommes dans un bateau de Jerome K. Jerome, 1984 et La Ferme des animaux de George Orwell, L'Homme invisible de Herbert George Wells, Le Chien des Baskerville d'Arthur Conan Doyle, Les Raisins de la colère de John Steinbeck, Fahrenheit 451 de Ray Bradbury, Dix Petits Nègres d'Agatha Christie, Moi, Boy, Charlie et la Chocolaterie de Roald Dahl, Le Seigneur des anneaux (en trois tomes) de J. R. R. Tolkien.
La collection s'intéresse aussi à des auteurs de tout horizon : l'Italien Carlo Collodi, l'Allemand Erich Kästner, le Polonais Henryk Sienkiewicz, le Russe Ivan Tourguéniev, le Danois Hans Christian Andersen et la Suédoise Selma Lagerlöf. 
Sont ajoutées, à partir de 1981, des œuvres contemporaines destinées aux adultes, mais figurant aux programmes scolaires tels que L'Étranger d'Albert Camus, La Symphonie pastorale d'André Gide, L'Écume des jours de Boris Vian, Le Livre de ma mère d'Albert Cohen, Moïra de Julien Green, Élise ou la vraie vie de Claire Etcherelli et Zazie dans le métro de Raymond Queneau.

## Aspect des livres
La collection a un aspect volontairement luxueux : il s'agit de livres reliés, d'une couverture cartonnée, de format 21 x 13 cm, recouverte d'une jaquette illustrée.
Chaque ouvrage est terminé par un cahier illustré donnant la biographie de l'auteur et le contexte de l'œuvre.

### 1000 Soleils Or
La collection « 1000 Soleils or » est créée vers 1985 pour éditer des romans accessibles aux jeunes et appartenant à la littérature classique française (Balzac, Dumas, Hugo, etc.) ou étrangère (Walter Scott, Edward Bulwer-Lytton). Elle possède la même présentation, mais la couverture rigide est en carton illustré, sans jaquette.
La plupart des titres de la collection seront ultérieurement réédités dans la collection de poche Folio Junior.

## Principaux auteurs
- Hans Christian Andersen
- Marcel Aymé
- Boileau-Narcejac
- Henri Bosco
- Ray Bradbury
- Arthur Conan Doyle
- Roald Dahl
- Alphonse Daudet
- André Dhôtel
- Roger Frison-Roche
- Théophile Gautier
- William Golding
- Homère
- Victor Hugo
- Joseph Kessel
- Rudyard Kipling
- Maurice Leblanc
- Gaston Leroux
- Jack London
- George Orwell
- Marcel Pagnol
- Claude Roy
- John Steinbeck
- Robert Louis Stevenson
- J. R. R. Tolkien
- Mark Twain
- Jules Verne
- Herbert George Wells

## Principaux illustrateurs
- Enki Bilal
- Danièle Bour
- Christian Broutin
- Étienne Delessert
- Philippe Druillet
- Henri Galeron
- Jean-Olivier Héron
- Keleck
- Claude Lapointe
- Jean-Michel Nicollet
- Michel Siméon